# Ассоциация академий испанского языка

Логотип Ассоциации

Ассоциация академий испанского языка (исп. Asociación de Academias de la Lengua Española, ASALE) — организация-регулятор испанского языка, представляет собой объединение академий испанского языка в испаноязычных странах, а также США. Штаб-квартира Ассоциации расположена в Мадриде, нынешний президент Ассоциации — Хосе Мануэль Блекуа, генеральный секретарь — Умберто Лопес Моралес.

## История

Страны, в которых расположены академии Ассоциации

Первый (учредительный) конгресс Ассоциации проходил в Мексике с 23 апреля по 6 мая 1951 года, он был созван по инициативе тогдашнего президента страны Мигеля Алемана Вальдеса с целью объединения усилий национальных академий испанского языка в деле развития языка и упрочения его положения в мире. К 1951 году в испаноязычных странах существовало 20 национальных академий языка. В учредительном конгрессе приняли участие представители всех академий, кроме старейшей — Королевской академии испанского языка, представитель которой отсутствовал из-за сложных отношений, сложившихся в то время между Испанией и Мексикой.
К моменту проведения второго конгресса Ассоциации отношения Испании с Мексикой нормализовались, и второй конгресс был проведён в Мадриде в 1956 году. С тех пор Королевская академия постоянно принимает участие в работе Ассоциации.
Сотрудничество между Королевской академией и Ассоциацией идёт в сфере совместной разработки словарей и других фундаментальных работ по орфографии, лексикологии и грамматике испанского языка. Одним из важнейших направлений деятельности является редактирование основного словаря испанского языка (исп. Diccionario de la lengua española), первое издание которого вышло в 1780 году, а 23-е издание опубликовано в 2014 году. В 1999 и 2010 осуществлено издание Орфографии испанского языка (исп. Ortografía de la lengua española). Ведутся также работы по пополнению словаря Diccionario panhispánico de dudas, первое издание которого вышло в 2005 году.
В 2000 году Ассоциация организовала Школу испанской лексикографии и Фонд содействия развитию испанской лексикографии. В том же году Ассоциация и Королевская академия испанского языка совместно были удостоены премии принца Астурийского.
В 2016 году в Ассоциацию вступила Академия испанского языка Экваториальной Гвинеи, созданная в 2013 году. В 2017 году в Израиле создана Академия ладино.

## Деятельность
Конгрессы Ассоциации созываются раз в четыре года, в перерывах между конгрессами её деятельностью руководит Постоянная комиссия, в состав которой входят президент Ассоциации, генеральный секретарь, казначей и четыре члена — представителя национальных академий, которые ежегодно сменяются. Во времена третьего конгресса ассоциации, проходившего в Боготе в 1960 году, была достигнута договоренность, согласно которой правительства стран, где имеются академии — члены Ассоциации, будут оказывать финансовую поддержку соответствующим академиям и Ассоциации в целом.

## Академии, входящие в Ассоциацию
| Страна                   | Название на испанском                         | Название на русском                             | Год основния |
| ------------------------ | --------------------------------------------- | ----------------------------------------------- | ------------ |
| Испания                  | Real Academia Española                        | Королевская академия испанского языка           | 1713         |
| Колумбия                 | Academia Colombiana de la Lengua              | Колумбийская академия языка                     | 1871         |
| Эквадор                  | Academia Ecuatoriana de la Lengua             | Эквадорская академия языка                      | 1874         |
| Мексика                  | Academia Mexicana de la Lengua                | Мексиканская академия языка                     | 1875         |
| Сальвадор                | Academia Salvadoreña de la Lengua             | Сальвадорская академия языка                    | 1876         |
| Венесуэла                | Academia Venezolana de la Lengua              | Венесуэльская академия языка                    | 1883         |
| Чили                     | Academia Chilena de la Lengua                 | Чилийская академия языка                        | 1885         |
| Перу                     | Academia Peruana de la Lengua                 | Перуанская академия языка                       | 1887         |
| Гватемала                | Academia Guatemalteca de la Lengua            | Гватемальская академия языка                    | 1887         |
| Коста-Рика               | Academia Costarricense de la Lengua           | Коста-риканская академия языка                  | 1923         |
| Филиппины                | Academia Filipina de la Lengua Española       | Филиппинская академия испанского языка          | 1924         |
| Панама                   | Academia Panameña de la Lengua                | Панамская академия языка                        | 1926         |
| Куба                     | Academia Cubana de la Lengua                  | Кубинская академия языка                        | 1926         |
| Парагвай                 | Academia Paraguaya de la Lengua Española      | Парагвайская академия испанского языка          | 1927         |
| Доминиканская Республика | Academia Dominicana de la Lengua              | Доминиканская академия языка                    | 1927         |
| Боливия                  | Academia Boliviana de la Lengua               | Боливийская академия языка                      | 1927         |
| Никарагуа                | Academia Nicaragüense de la Lengua            | Никарагуанская академия языка                   | 1928         |
| Аргентина                | Academia Argentina de Letras                  | Аргентинская академия литературы                | 1931         |
| Уругвай                  | Academia Nacional de Letras                   | Национальная академия литературы (Уругвай)      | 1943         |
| Гондурас                 | Academia Hondureña de la Lengua               | Гондурасская академия языка                     | 1949         |
| Пуэрто-Рико              | Academia Puertorriqueña de la Lengua Española | Пуэрто-риканская академия испанского языка      | 1955         |
| США                      | Academia Norteamericana de la Lengua Española | Североамериканская академия испанского языка    | 1973         |
| Экваториальная Гвинея    | Academia Ecuatoguineana de la Lengua Española | Академия испанского языка Экваториальной Гвинеи | 2016         |

## Конгрессы ассоциации
| Порядковый номер | Дата проведения             | Город              | Страна      | Примечания                                                                                 |
| ---------------- | --------------------------- | ------------------ | ----------- | ------------------------------------------------------------------------------------------ |
| I                | 23 апреля — 6 мая 1951      | Мехико             | Мексика     | По политическим причинам в конгрессе не участвовала Королевская академия испанского языка. |
| II               | 22 апреля — 2 мая 1956      | Мадрид             | Испания     |                                                                                            |
| III              | 27 июля — 6 августа 1960    | Богота             | Колумбия    |                                                                                            |
| IV               | 30 ноября — 10 декабря 1964 | Буэнос-Айрес       | Аргентина   | В конгрессе не участвовала Кубинская академия языка.                                       |
| V                | 24 июля — 19 августа 1968   | Кито               | Эквадор     | Не участвовали академии Кубы и Венесуэлы.                                                  |
| VI               | 20—29 ноября 1972           | Каракас            | Венесуэла   |                                                                                            |
| VII              | 13—23 ноября 1976           | Сантьяго           | Чили        | Не участвовали академии Кубы и Мексики.                                                    |
| VIII             | 20—27 апреля 1980           | Лима               | Перу        | Не участвовала академия Кубы.                                                              |
| IX               | 8—15 октября 1989           | Сан-Хосе           | Коста-Рика  | Не участвовали академии Кубы, Парагвая и Гондураса.                                        |
| X                | 24—29 апреля 1994           | Мадрид             | Испания     |                                                                                            |
| XI               | 15—19 ноября 1998           | Пуэбла-де-Сарагоса | Мексика     |                                                                                            |
| XII              | 12—15 ноября 2002           | Сан-Хуан           | Пуэрто-Рико |                                                                                            |
| XIII             | 21—24 марта 2007            | Медельин           | Колумбия    |                                                                                            |
| XIV              | 21—25 ноября 2011           | Панама             | Панама      |                                                                                            |
| XV               | 22—25 ноября 2015           | Мехико             | Мексика     |                                                                                            |
| XVI              | 4—8 ноября 2019             | Севилья            | Испания     |                                                                                            |